# Forma przejściowa języka
Forma przejściowa – forma pośrednia między dwoma lub więcej językami, zwykle czerpiąca z nich wspólne cechy i elementy (słowa, zapożyczenia, wymowę itd.) prowadzące do powstania nowej mowy. Przykładem takiej mowy jest język franko-prowansalski.